# Punggul (Abiansemal)
Punggul is een bestuurslaag in het regentschap Badung van de provincie Bali, Indonesië. Punggul telt 2817 inwoners (volkstelling 2010).